# Charles-François Houël
Pour les articles homonymes, voir Houël.
Charles-François Houël, né le 8 mars 1819[réf. nécessaire] à Paris où il est mort le 24 juillet 1849, est un peintre français.

## Biographie
Charles-François Houël, élève d'Auguste Couder, expose au Salon de 1839 à 1849.
En 1846, il obtient une médaille de troisième classe.
Il meurt célibataire à son domicile de la rue Neuve-des-Petits-Champs à l'âge de 30 ans. Il est inhumé au cimetière du Père-Lachaise (division 2).

## Œuvres exposées aux Salons parisiens
- Portrait en pied de Mme H., au Salon de 1839, dessin
- Place du Capitole à Rome, au Salon de 1846[3].
- Vue prise au Forum, au Salon de 1846
- Gardeur de bœufs, campagne de Rome, au Salon de 1846
- Portrait de M. T., au Salon de 1846
- Le bon Samaritain, au Salon de 1847
- Portrait de M. C. C., au Salon de 1847
- Jeune femme romaine faisant l’aumône à des fiévreux, au Salon de 1847 (Boulogne-sur-Mer)
- Portrait de M. C. C., au Salon de 1848
- Portrait de Mme M…, au Salon de 1848
- Portrait de Mme R…, au Salon de 1848
- Portrait de Mme L…, au Salon de 1848, dessin
- Portrait de M. E…, au Salon de 1848, dessin
- Portrait de Mme H. G… et de son fils, au Salon de 1849
- Portrait de M. Henri H., au Salon de 1849
- Intérieur de cour à Rome ; les derniers ordres du maître avant le départ, au Salon de 1849
- Quatre portraits au crayon, au Salon de 1849
- Portrait de Mme E., au Salon de 1849
- Portrait de M. F., au Salon de 1849
- Portrait de M. L. H., au Salon de 1849